# Barzandschi

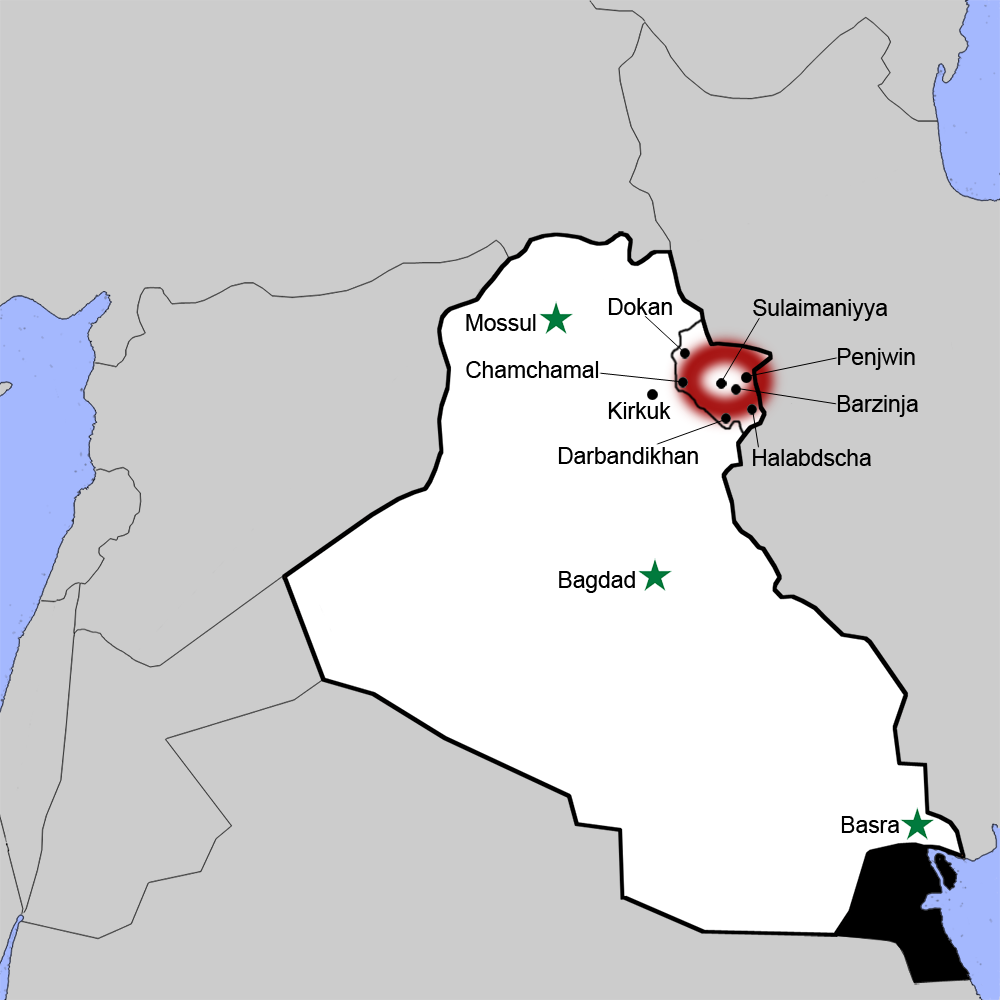
Barzinja in der Provinz Sulaimaniya (Grenzen innerhalb des Königreichs Irak bis 1958) und Mahmud-Barzandschi-Revolte 1919 (rot) in dieser Provinz

Die Barzandschi (arabisch برزنجي, Kurmandschi Berzincî, DMG Barazanǧī), oft auch Bar(a)zanji, Barzinji, Berzinji, Berzencî oder Barazenchi transkribiert, sind die gelegentlich ungenau als „Stamm“ bezeichnete Gefolgschaft der aus der nordirakischen Ortschaft Barzinja (Barzinjah, Provinz Sulaimaniya) stammenden kurdischen Qādirīya-Scheichs. Als ihr Stammvater gilt Sayyid 'Isa Nurbakhsh, der sich im 13. Jahrhundert in Barzinja niedergelassen haben soll.
Sie dürfen nicht verwechselt werden mit dem kurdischen Bar(a)zani-Clan aus Barzan (Provinz Arbil).

## Bedeutende Namensträger

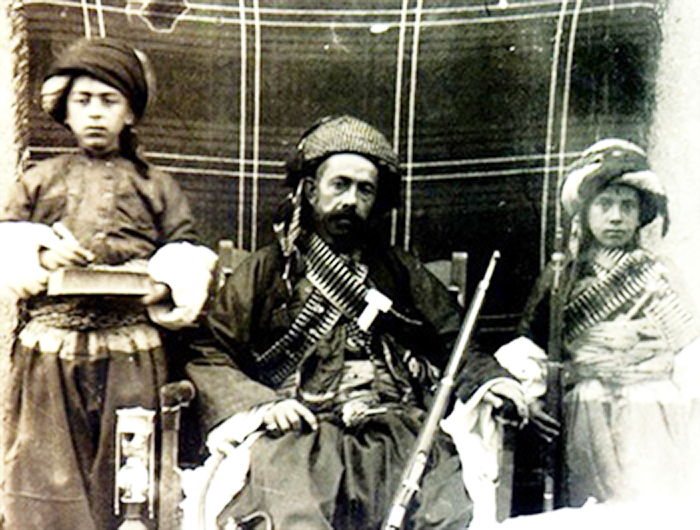
Scheich Mahmud Barzandschi rief sich 1922 zum "König von Kurdistan" aus

- Baba Ali Barzandschi (1912/15–?), Sohn von Mahmud Barzandschi, irakischer Minister 1946–1947, 1958–1959 und 1963
- Dschafar Abd al-Karim Barzandschi (* 1940), Vorsitzender des kurdischen Exekutivrates (Regionalregierung) 1989–1991
- Hussein Barzinji (* 1923), kurdischer Dichter aus Sulaimaniya
- Jaʿfar al-Barzanjī (1716–1764), Religionsgelehrter
- Jamal Barzinji (1939–2015), US-amerikanisch-irakischer Geschäftsmann
- Kawa al-Barzinji, Sohn von Latif und Enkel von Mahmud Barzandschi, 1974–1980 Mitglied des kurdischen Legislativrates (Regionalparlament)
- Latif Barzandschi († 1972), jüngster Sohn von Mahmud Barzandschi, erster Vizepräsident der Kurdischen Demokratischen Partei
- Marouf Barzinji (* 1929), kurdischer Schriftsteller
- Mahmud Barzandschi (1878–1956), Anführer mehrerer kurdischer Aufstände gegen Osmanen, Briten und Iraker zwischen 1909 und 1941
- Muhammad Barzinji, geistlicher Führer der Islamistischen Gemeinschaft in Kurdistan
- Mu'tassam Ramadan Barzandschi, Bruder von Dschafar Barzandschi und Befehlshaber proirakischer Kurden-Milizen während der Anfal-Operation
- Raouf (Ra'uf) Barzandschi (* vor 1912/15–?), ältester Sohn von Mahmud Barzandschi, Jurist, Abgeordneter des irakischen Parlaments 1937/38 und 1939–?
- Raouf Abdul Karim Hussein al-Barazanji (* 1944), kurdischer Abgeordneter in der irakischen Nationalversammlung bis 2003
- Raouf Mahmud Said al-Barazanji (* 1950), kurdischer Abgeordneter in der irakischen Nationalversammlung bis 2003
- Sa'idi Isma'il al-Barzinji, 1986 bis 1989 Minister für Wirtschaft und Finanzen des kurdischen Exekutivrates (Regionalregierung)
- Tayyib Muhammad Uthman Abdul Karim al-Barazanji (* 1950), kurdischer Abgeordneter in der irakischen Nationalversammlung bis 2003